# Hayley Kiyoko
Hayley Kiyoko Alcroft (Los Ángeles, 3 de abril de 1991) es una actriz, cantante y compositora estadounidense. 
Estre sus primeros papeles destacables se encuentran sus papeles como Stevie Nichols en Wizards of Waverly Place, Stella Yamada en Lemonade Mouth, y Velma Dinkley en Scooby-Doo: El misterio comienza y su secuela.
Interpretó el papel de la detective Raven Ramírez para la serie de televisión CSI: Cyber y tiene un papel principal en la serie spin-off para la web de The Fosters.
Actualmente se concentra en su carrera como cantante solista después de haber pertenecido al grupo de pop estadounidense The Stunners. Ha publicado tres EPs como solista a lo largo de su carrera: A Belle to Remember (2013),  This Side of Paradise (2015) y Citrine (2016).

## Biografía
Kiyoko es de ascendencia japonesa, inglesa y escocesa. En la secundaria, desempeñó el puesto de presidenta del consejo estudiantil y vicepresidenta. También fundó el step team de su secundaria. Después de graduarse, fue aceptada en la Escuela Clive Davis de Recorded Music en New York University. En 2017 se refirió a sí misma como una mujer homosexual en la revista Elle, habiendo referido un año antes su decisión de reflejarlo en su música y en sus vídeos musicales en Paper, con el objetivo de visibilizar y normalizar todo tipo de amor.

## Carrera
Ha aparecido en la serie Unfabulous y en Wizards of Waverly Place como Stevie Nichols. Interpretó a Velma Dinkley en las películas Scooby-Doo: El misterio comienza y Scooby-Doo: La maldición del Monstruo del Lago. También interpretó a Stella Yamada en la película de Disney Channel Lemonade Mouth, donde interpretó las canciones «Here We Go», «More Than a Band» y «Breakthrough», pertenecientes a la banda sonora de la película. 
Además apareció en comerciales nacionales, entre otras para compañías como GM OnStar, Slim Jim y Cinnamon Crunch Toast.
Fue miembro del grupo femenino de pop estadounidense The Stunners, formado por la músico Colleen "Vitamina C" Fitzpatrick. Interpretaban su música en los clubes de la zona de Los Ángeles. El grupo fue telonero de My World Tour de Justin Bieber en el verano de 2010 y posteriormente se separó.
Asimismo, es cantante solista; lanzó su primer EP, A Belle to Remember, el 12 de marzo de 2013 y el video musical de la canción del mismo nombre fue lanzado el 8 de julio de 2013. El 3 de febrero de 2015 lanzó su segundo EP, This Side of Paradise, y el videoclip de la canción homónima fue lanzado el 12 de diciembre de 2014. Su tercer EP, Citrine, vio la luz el 30 de septiembre de 2016. En 2017 aparecieron dos vídeos musicales de canciones que no se incluyen en ninguno de los EP: «Sleepover» y «Feelings» (el 19 de octubre de 2017), cuyo impacto fue notorio, ya que alcanzó el millón de visualizaciones a los tres días de su publicación en YouTube. El 21 de diciembre de 2017 Hayley anunció su álbum debut, titulado "Expectations".
Además, desde 2014 hasta 2016 apareció en la serie CSI: Cyber interpretando a la especialista técnica Raven Ramírez.
Durante 2019 y 2020 publicó varios sencillos; «I Wish», «Demons», «L.O.V.E. Me», «Runaway» y «She», los cuales serían las cinco canciones que formarían parte de un subsecuente EP I'm Too Sensitive for This Shit, lanzado en 2020. En abril del 2021 regresó con el tema «Found My Friends».
El 21 de junio de 2023, Hayley Kiyoko lanzó el sencillo «Somewhere Between the Sand and the Stardust».

## Filmografía

### Cine
| Año  | Título                                         | Personaje     | Notas         |
| ---- | ---------------------------------------------- | ------------- | ------------- |
| 2007 | Blades of Glory                                | Bailarina     | Cameo         |
| 2009 | Scooby-Doo: El misterio comienza               | Velma Dinkley | Protagonista  |
| 2011 | Scooby-Doo: La maldición del Monstruo del Lago | Velma Dinkley | Protagonista  |
| 2011 | Lemonade Mouth                                 | Stella Yamada | Protagonista  |
| 2012 | Blue Lagoon: The Awakening                     | Helen         | Secundario    |
| 2012 | Adrift                                         | Jess          | Cortometraje  |
| 2014 | Hello, My Name Is Frank                        | Alisa         | Protagonista  |
| 2015 | Jem and the Holograms                          | Aja Leith     | Protagonista  |
| 2015 | Insidious: Chapter 3                           | Maggie        | Secundario    |
| 2016 | XOXO                                           | Shannie       | Protagonista  |
| 2018 | Becks                                          | Becks         |               |
| 2023 | The Patience of Vultures                       | TBA           | Preproducción |

### Televisión
| Año         | Título                                | Personaje          | Notas                 |
| ----------- | ------------------------------------- | ------------------ | --------------------- |
| 2007        | Unfabulous                            | Bailarina          | 2 episodios           |
| 2010        | Wizards of Waverly Place              | Stevie Nichols     | 4 episodios           |
| 2011        | Zeke & Luther                         | Susie Vandelintzer | 1 episodio            |
| 2013        | The Vampire Diaries                   | Megan King         | 1 episodio            |
| 2014        | The Fosters                           | Gabi               | 5 episodios           |
| 2015 — 2016 | CSI: Cyber                            | Raven Ramírez      | 31 episodios          |
| 2017        | Insecure                              | Miko               | 1 episodio            |
| 2018 — 2019 | Five Points                           | Lexi Himitsu       | Papel principal       |
| 2020        | RuPaul's Secret Celebrity Drag Race   | Queen Eleza Beth   | Episodio 4 - Ganadora |
| 2023        | RuPaul's Drag Race                    | Ella misma         | 1 episodio            |
| 2023        | Turning the Tables with Robin Roberts | Ella misma         | 1 episodio            |

## Discografía

### Sencillos
- 2013 — «A Belle To Remember»
- 2014 — «Rich Youth»
- 2014 — «This Side of Paradise»
- 2015 — «Girls Like Girls»
- 2015 — «Cliff's Edge»
- 2016 — «Gravel to Tempo»
- 2016 — «One Bad Night»
- 2017 — «Sleepover»
- 2017 — «Feelings»
- 2018 — «Curious»
- 2018 — «What I Need»
- 2019 — «I Wish»
- 2019 — «Demons»
- 2019 — «L.O.V.E. Me»
- 2019 — «Runaway»
- 2020 — «She»
- 2021 — «Found My Friends»
- 2023 — «Somewhere Between the Sand and the Stardust»

### EP
- 2013 — A Belle To Remember
- 2015 — This Side Of Paradise
- 2016 — Citrine
- 2020 — I'm Too Sensitive for This Shit

### Álbumes
- 2018 — Expectations
- 2022 — Panorama

## Videos musicales
| Año  | Título                                      |
| ---- | ------------------------------------------- |
| 2013 | "A Belle to Remember"                       |
| 2013 | "Jolly Old Saint Nick"                      |
| 2014 | "Rich Youth"                                |
| 2014 | "This Side of Paradise"                     |
| 2014 | "Lips Are Moving" (cover de Meghan Trainor) |
| 2015 | "Girls Like Girls"                          |
| 2015 | "Cliff's Edges"                             |
| 2016 | Gravel to Tempo                             |
| 2016 | "One Bad Night"                             |
| 2017 | Sleepover                                   |
| 2017 | "Feelings"                                  |
| 2018 | "Curious"                                   |
| 2018 | "What I Need" (con Kehlani)                 |
| 2019 | "I Wish"                                    |
| 2020 | "She"                                       |
| 2021 | "Found My Friends"                          |